# Ravaldino in Monte

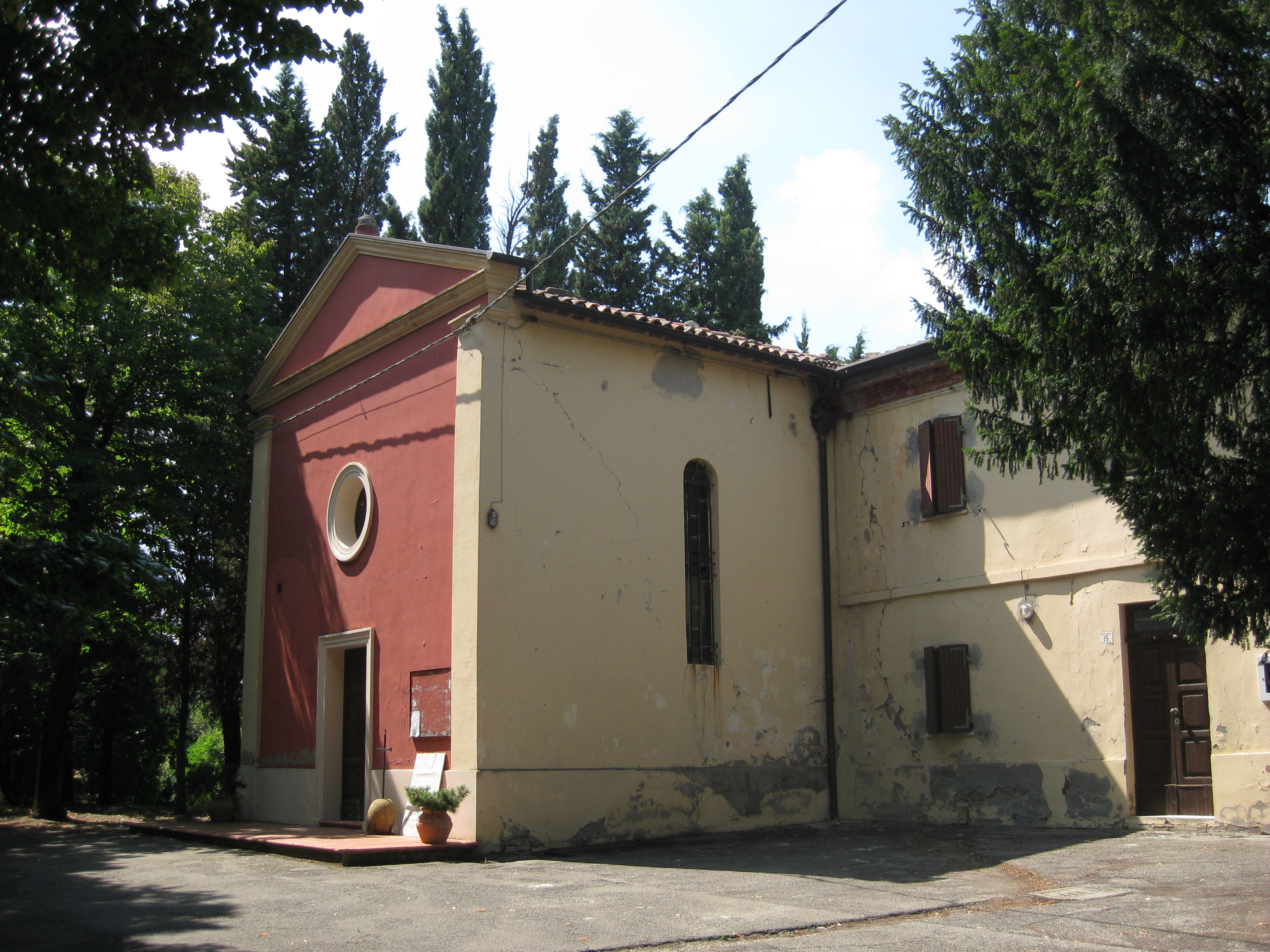
Chiesa di Ravaldino in Monte

Ravaldino in Monte, in passato noto semplicemente come Ravaldino, è una frazione collinare del comune di Forlì, dalla quale dista circa 9 km.

## Storia
Ravaldino era soggetto fin dal 1124 a Lamberto di Castrocaro: Castrum Ravaldini cum tota curte sua. Ravaldino possedeva un castello, un castrum, attorno alla quale gravitava la vita della piccola comunità. Nel 1154 Ravaldino era di proprietà a Bonifacio, figlio di Lamberto, che la donò alla chiesa ravennate.
Nel 1226 il castello era di proprietà di Raniero di Ravaldino da cui passò poi agli Ordelaffi che lo perdettero nel 1359 per mano di Egidio Albornoz il quale, probabilmente, lo distrusse perché, solo pochi anni dopo, nel 1371, Anglico de Grimoard censisce Ravaldino come "villa", quindi come centro privo di fortificazioni. Lo stesso Anglico ne censisce 28 focolari, cospicuo numero di abitanti per una piccola frazione collinare e distante molti chilometri dal centro di Forlì.
Più tardi, un documento attesta la presenza di un fondo di proprietà di Melozzo degli Ambrogi.
Il castello si trovava su un rialzo presso il quale attualmente sorge il podere chiamato "Chiesa Vecchia", che sovrasta l'attuale chiesa di Ravaldino. Del castello non rimangono tracce, poiché i pochi resti sono stati spazzati via dai lavori agricoli e con il rimboschimento con il passare del tempo.
L'attuale chiesa è intitolata a  santa Maria in Ravaldino ed apparteneva  all'abbazia di San Ruffillo.